# Federazione Internazionale di Orientamento
La Federazione Internazionale di Orientamento o IOF (International Orienteering Federation) è stata formata nel 1961.

## Storia

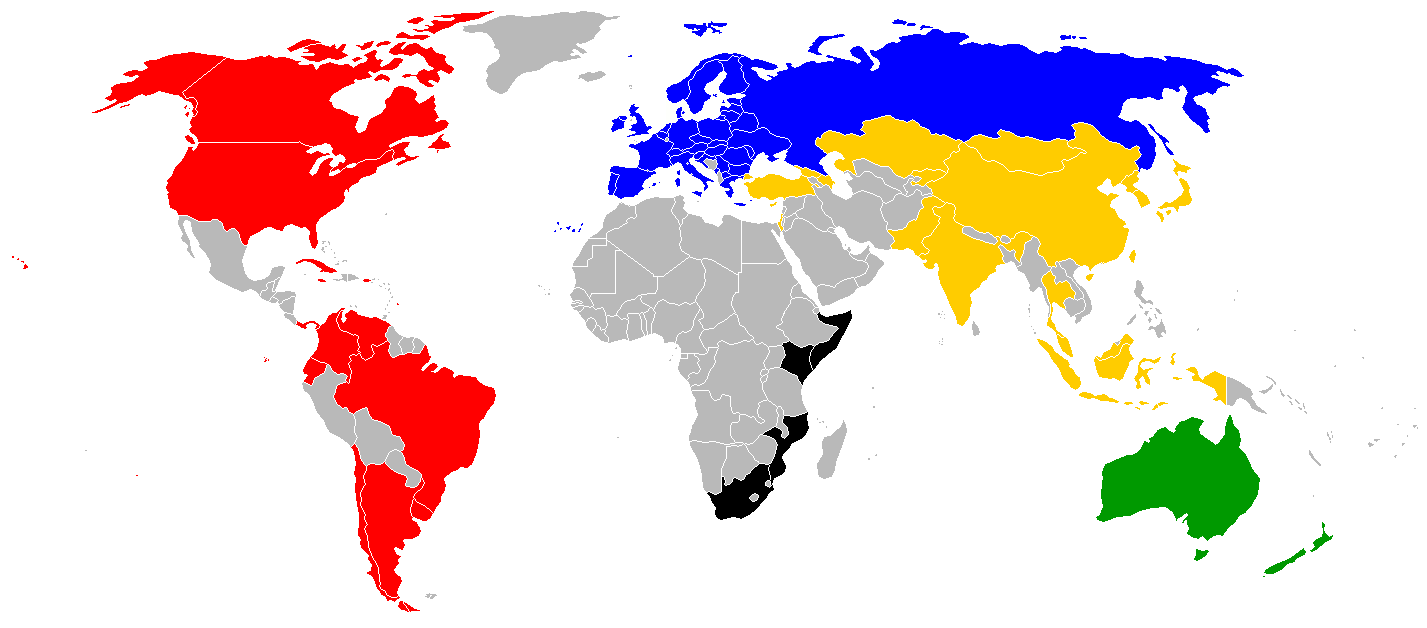
Stati membri

La creazione di questo nuovo organismo diede una spinta decisiva alla diffusione di questo sport. 
Gli stati fondatori furono, Bulgaria, Cecoslovacchia, Danimarca, le repubbliche tedesche, Finlandia, Ungheria, Norvegia, Svezia e Svizzera. Esso ha il compito di diffondere l'orientamento e organizzare le manifestazioni più importanti, inclusi i campionati mondiali di orientamento.
Dal 1977, l'IOF è stata riconosciuta dal Comitato Olimpico Internazionale.

## Paesi membri
| Africa              | Africa        | Africa             | Africa        | Africa                |  |
| ------------------- | ------------- | ------------------ | ------------- | --------------------- |  |
| Camerun             | Egitto        | Kenya              | Mozambico     | Somalia               |  |
| Sudafrica           | Uganda        |                    |               |                       |  |
| America             |               |                    |               |                       |  |
| Argentina           | Barbados      | Brasile            | Canada        | Cile                  |  |
| Colombia            | Cuba          | Ecuador            | Giamaica      | Repubblica Dominicana |  |
| Uruguay             | USA           | Venezuela          |               |                       |  |
| Australia e Oceania |               |                    |               |                       |  |
| Australia           | Nuova Zelanda |                    |               |                       |  |
| Asia                |               |                    |               |                       |  |
| Azerbaigian         | Cina          | Corea del Nord     | Corea del Sud | Georgia               |  |
| Hong Kong           | India         | Indonesia          | Iran          | Israele               |  |
| Giappone            | Kazakistan    | Kirghizistan       | Malaysia      | Mongolia              |  |
| Pakistan            | Singapore     | Taiwan             | Thailandia    | Turchia               |  |
| Europa              |               |                    |               |                       |  |
| Austria             | Belgio        | Bielorussia        | Bulgaria      | Cipro                 |  |
| Croazia             | Danimarca     | Estonia            | Finlandia     | Francia               |  |
| Germania            | Grecia        | Irlanda            | Italia        | Lettonia              |  |
| Liechtenstein       | Lituania      | Macedonia del Nord | Moldavia      | Montenegro            |  |
| Norvegia            | Paesi Bassi   | Polonia            | Portogallo    | Regno Unito           |  |
| Repubblica Ceca     | Romania       | Russia             | Serbia        | Slovacchia            |  |
| Slovenia            | Spagna        | Svezia             | Svizzera      | Ucraina               |  |
| Ungheria            |               |                    |               |                       |  |

## Presidenti
- Erik Tobé  (1961—1975)
- Lasse Heideman  (1975—1982)
- Bengt Saltin  (1982—1988)
- Heinz Tschudin  (1988—1994)
- Sue Harvey  (1994—2004)
- Åke Jacobson  (2004—2012)
- Brian Porteous  (2012—2016)
- Leho Haldna  (2016—2024)
- Tom Hollowell  (2024-2028)

## Affiliations
La IOF è membro delle seguenti organizzazioni sportive:
- Association of the IOC Recognised International Sports Federations (ARISF)
- International World Games Association (IWGA)
- International Masters Games Association (IMGA)
- SportAccord
- Federazione internazionale sport universitari (FISU)